# Cultura da Bulgária
Esta é uma lista de tópicos sobre a cultura da Bulgária
- Lista de búlgaros
- Martenitsa
- Música da Bulgária

## Feriado
- Dia da educação e cultura búlgara e do script eslavo

## Religião
- ortodoxos: 70,4%
- Muçulmanos: 11,8%
- Protestantes: 8,2%
- Ateus: 7,8%
- Católicos romanos (latinos e orientais): 1,1%
- Sem filiação/outros: 0,7%.

## Galeria

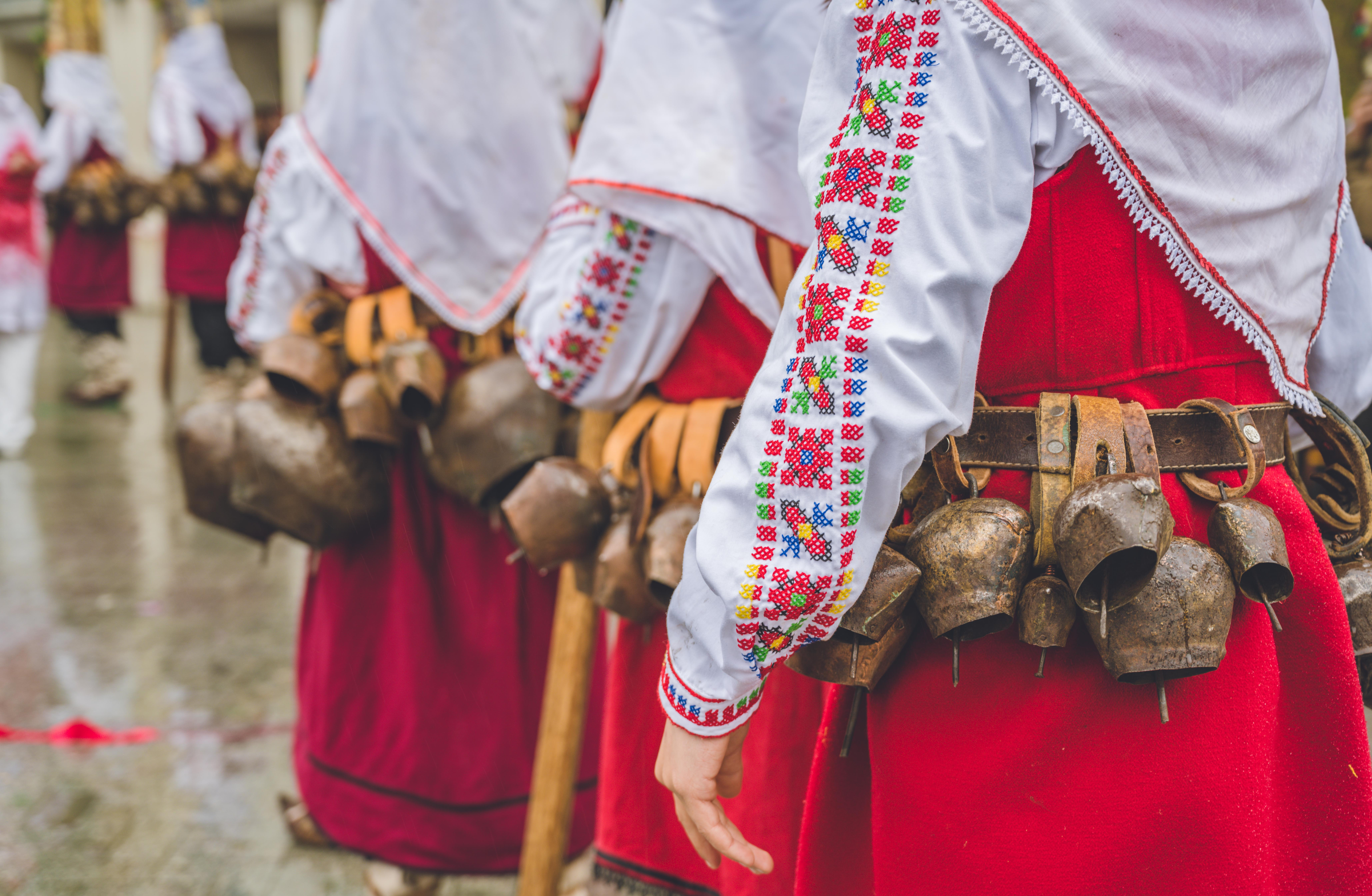
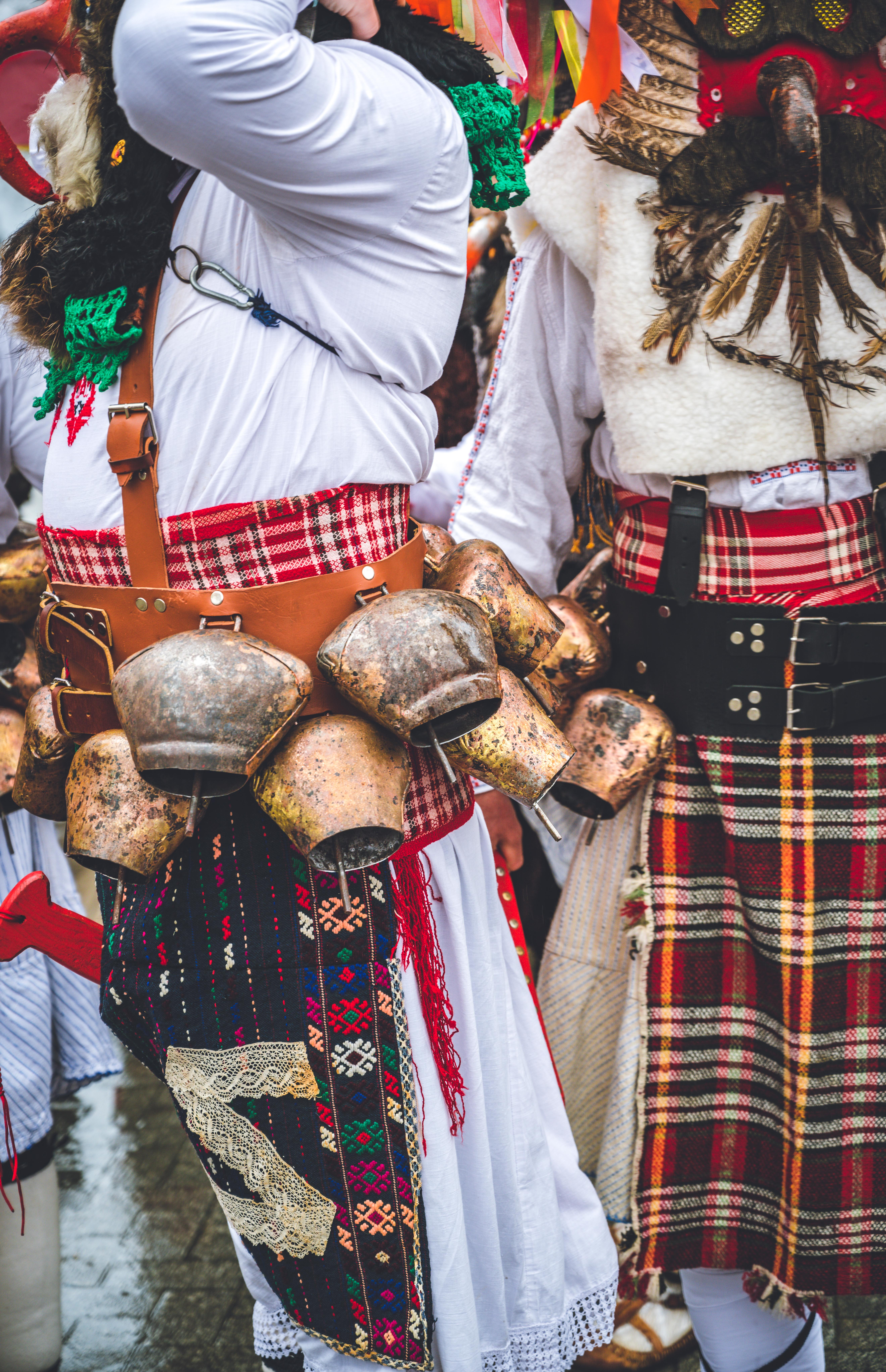
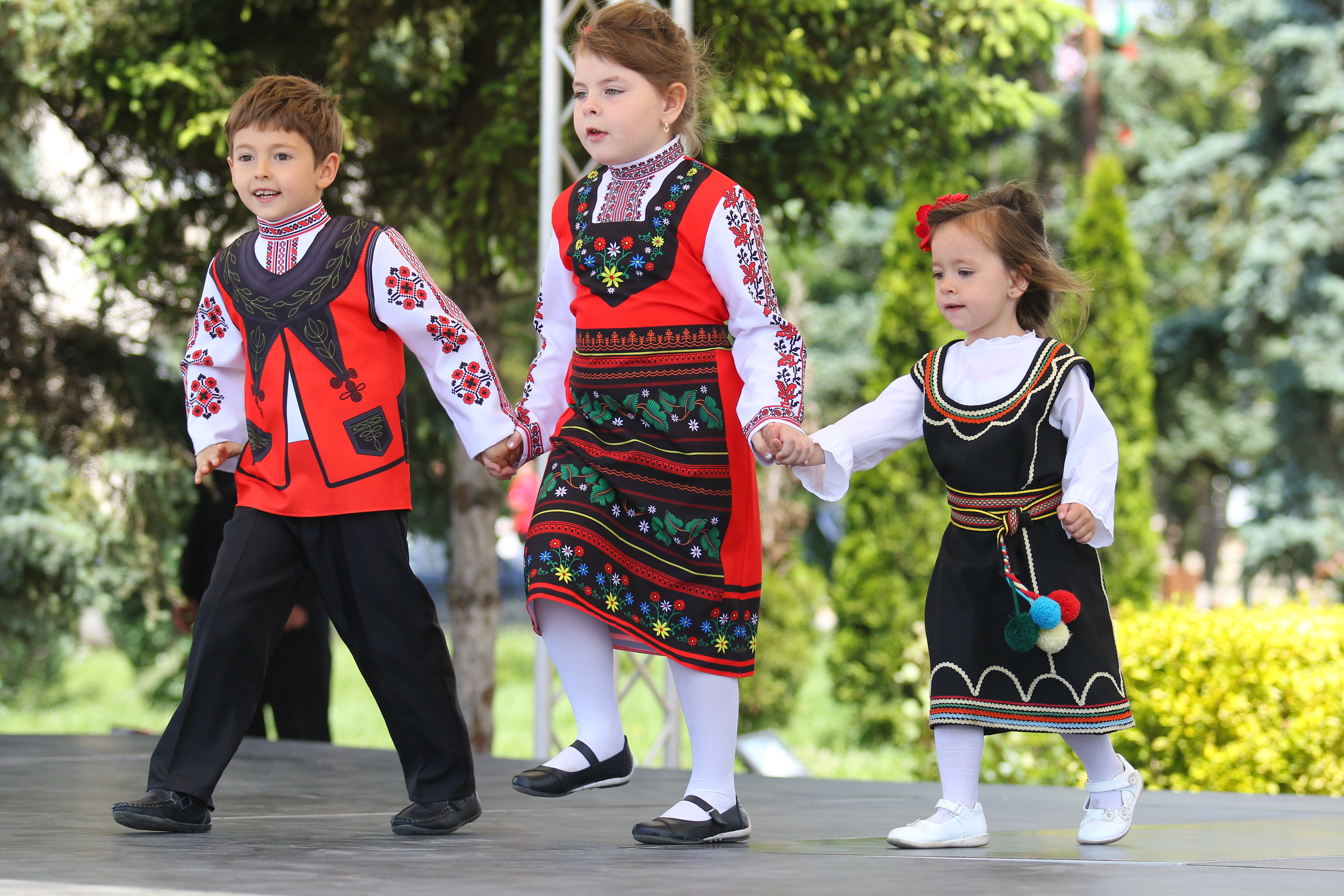
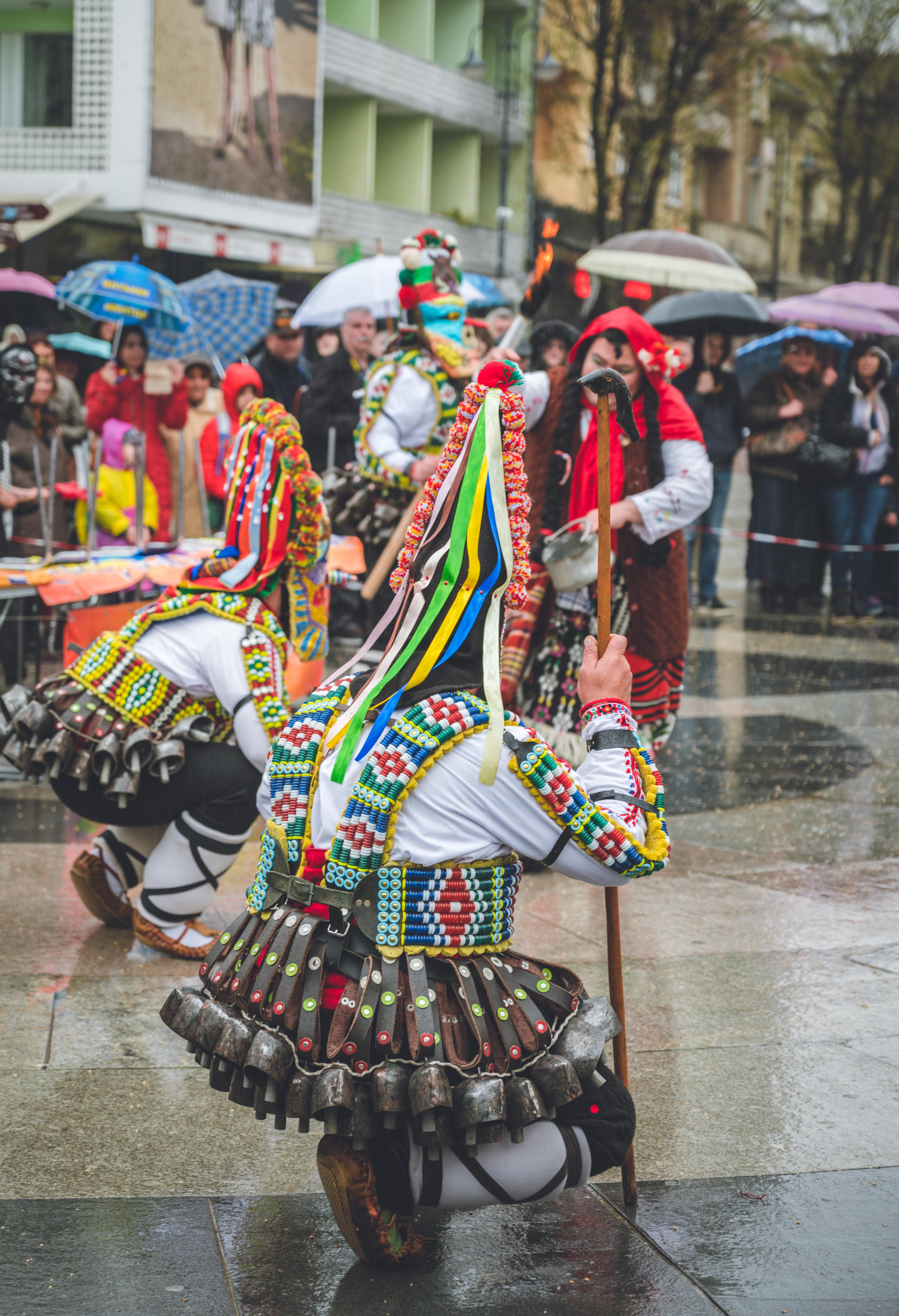
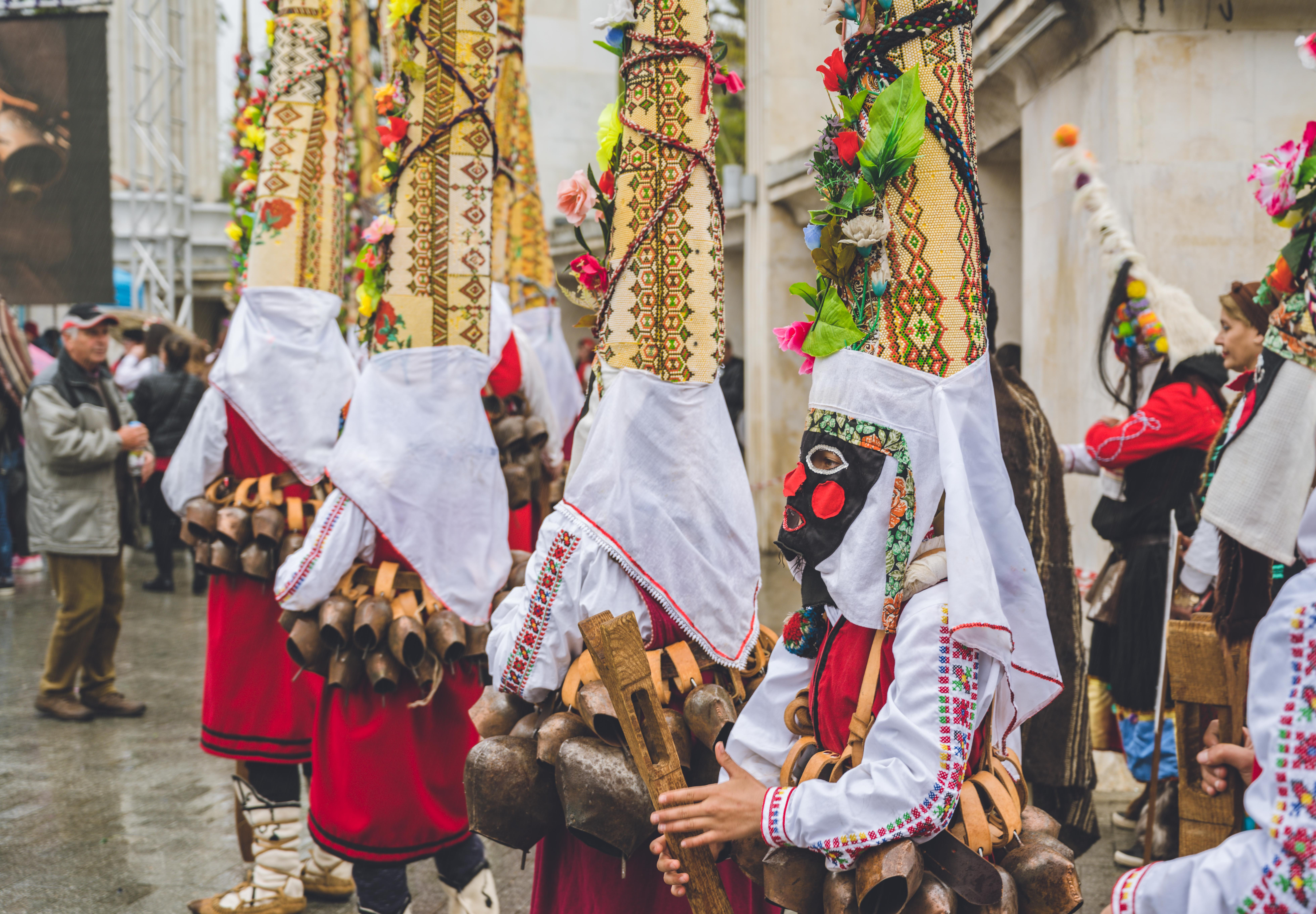
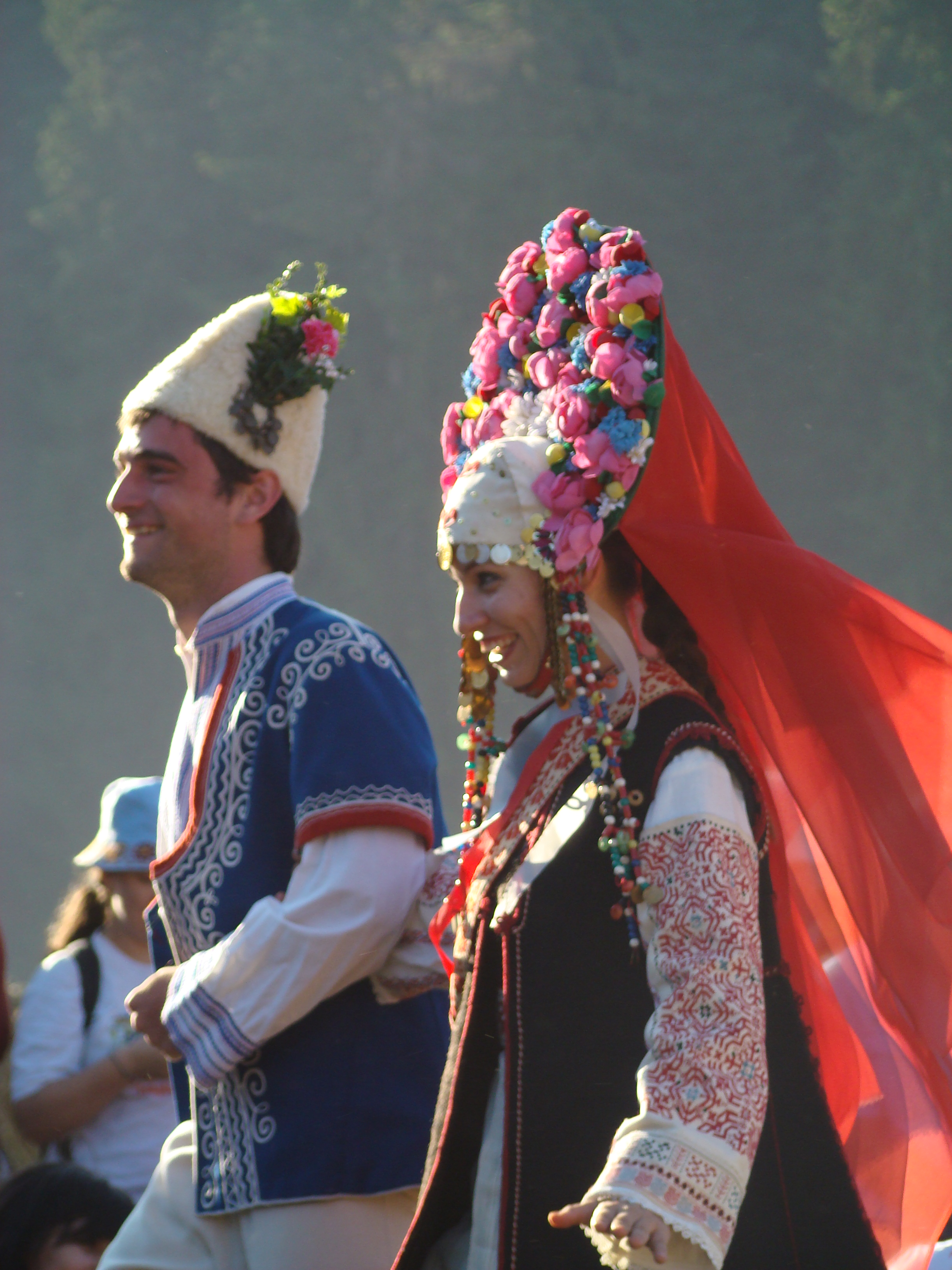
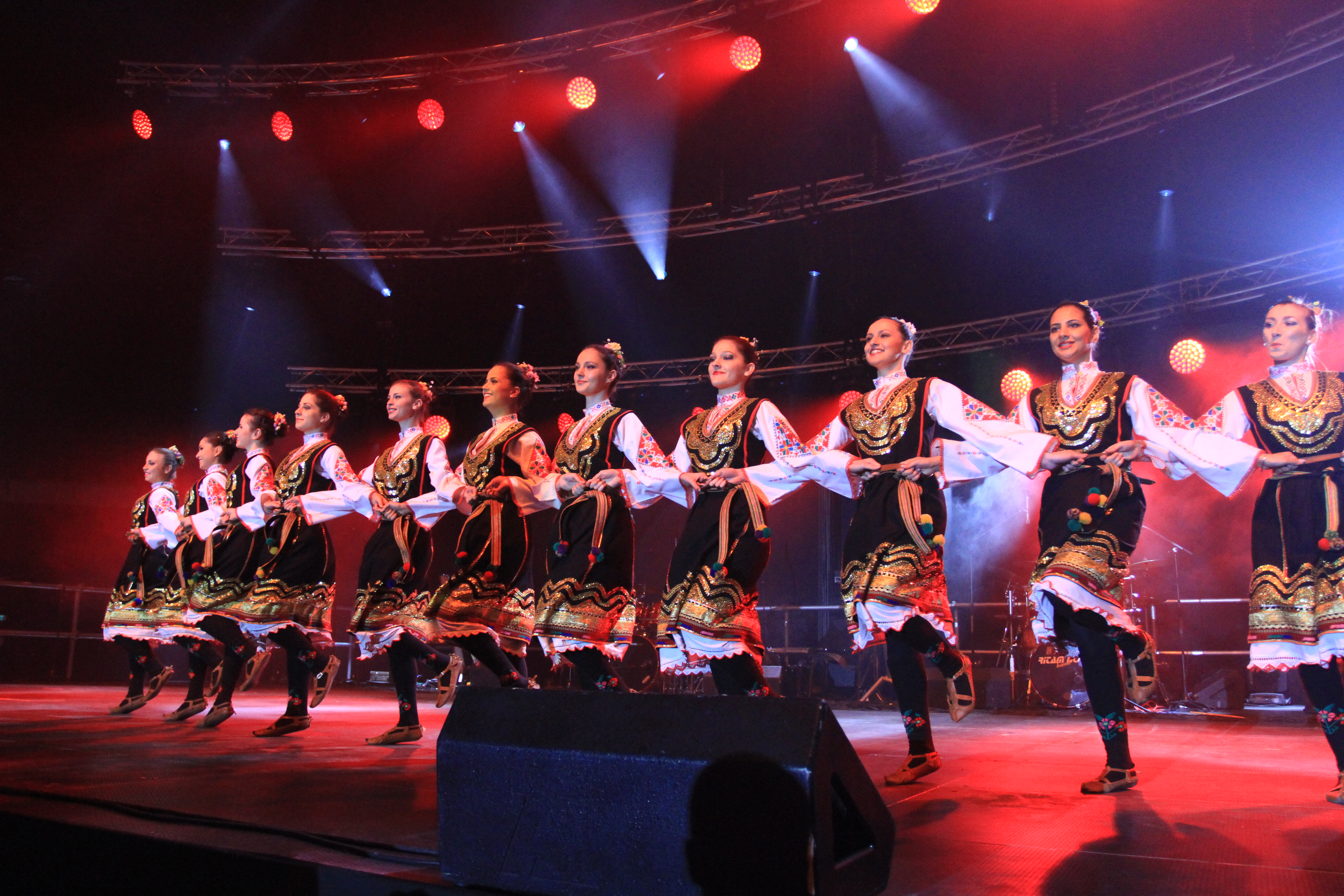
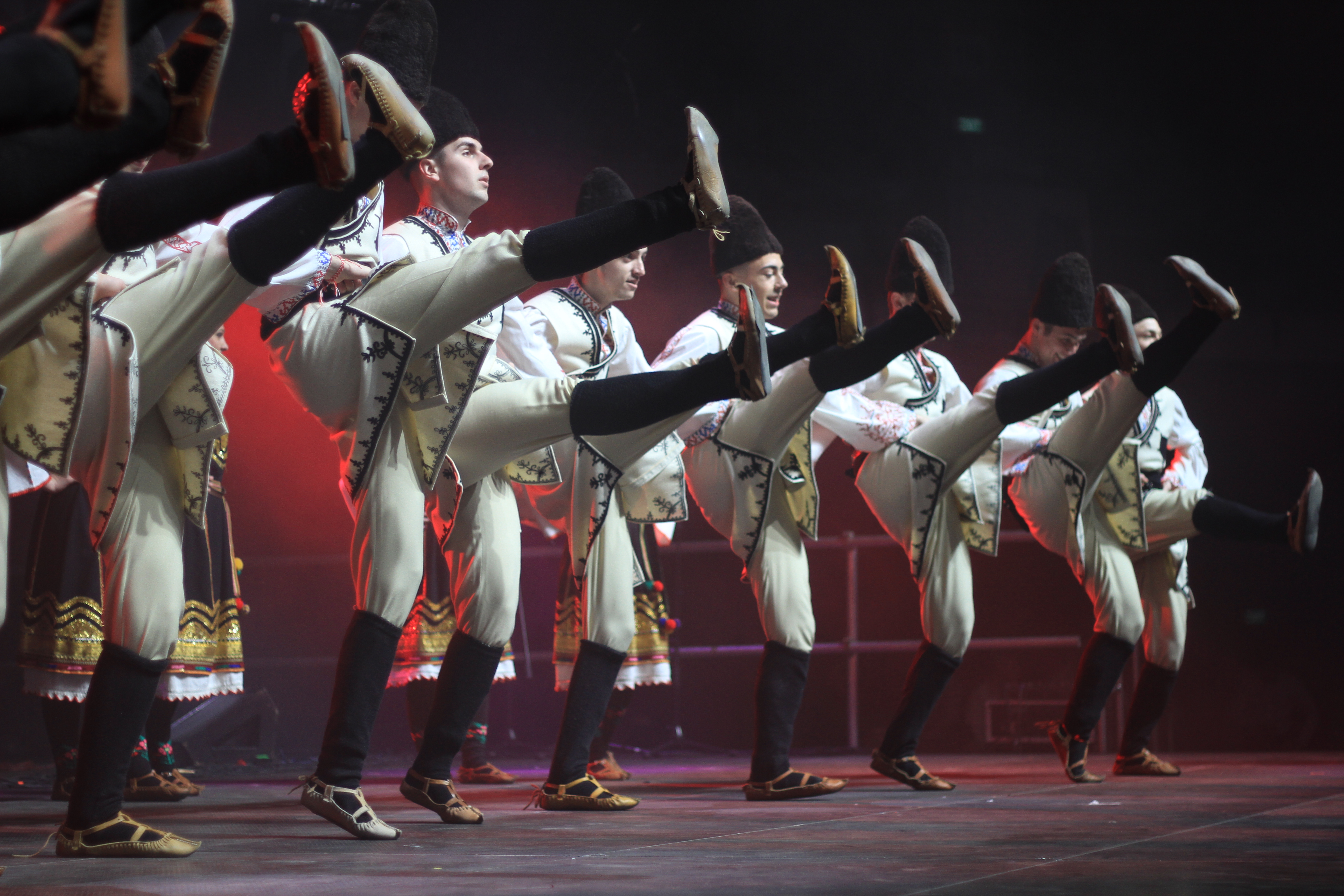
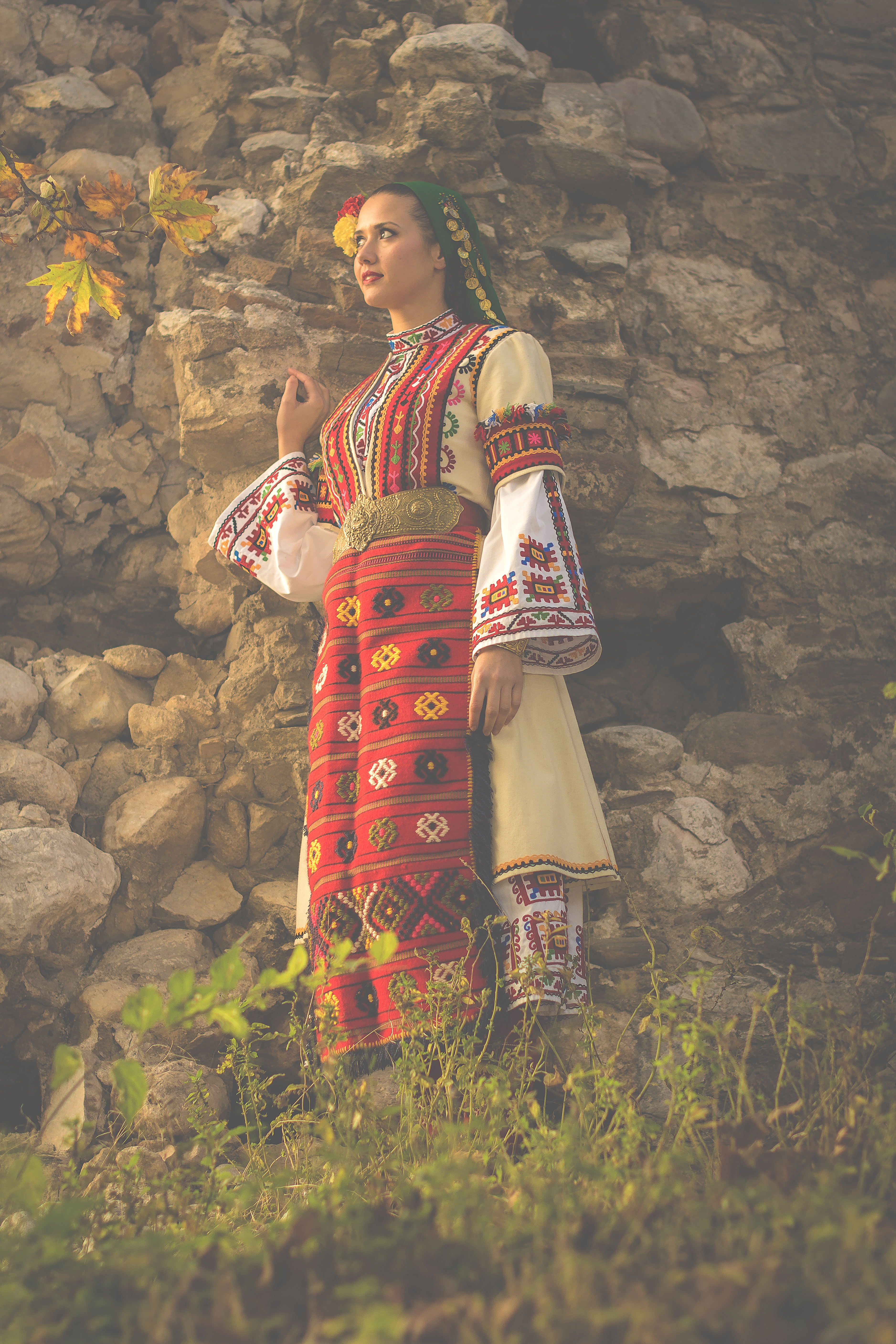